# Comté de Wilson (Tennessee)
Pour les articles homonymes, voir Comté de Wilson.
Le comté de Wilson est un comté de l'État du Tennessee, aux États-Unis.